# Амальтея
Амальте́я, або Амалте́я, Амалфе́я (грец. Αμάλθεια) — німфа, дочка критського царя Мелісса (варіант: коза); Амальтея вигодувала на Криті Зевса, якого Рея ховала від Кроноса. 
Ім'я Αμάλθεια можна розуміти як стягнене сполучення дав.-гр. ἀμάλη θεία («ніжна богиня»).
Вдячний Зевс узяв Амальтею на небо і вмістив її в сузір'я Візничого (назва найяскравішої зорі цього сузір'я — Капелли — в перекладі з грецької означає «коза»). Ріг кози Амальтеї Зевс подарував дочкам Меліссея, які допомагали Реї; з того рога вони завжди могли брати все, чого тільки забажають. Звідси сталі сполучення: грец. Αμαλθείας κέρας, лат. «cornu Amaltheiae» — «ріг Амальтеї», та «cornu copiae» — «ріг достатку».
Амальфея (Амальтея) — океаніда, дочка Океану або Меліссея. Разом з сестрами (Ейдофея, Адрастея) була годувальницею Юпітера
Назву Амальтея носять один із супутників Юпітера та астероїд.